# 南胜镇
南胜镇是位于中华人民共和国福建省漳州市平和县东南部的一个镇，东邻漳浦县，西毗国强乡和云霄县，南连五寨乡，北接坂仔镇、文峰镇。全镇总面积143平方公里，总人口约2.8万人。
南胜镇 為閩南語區。
其中後市松柏林，原稱江西田，該村林氏奉祀祖先神林放，號為敵天大帝。
南胜镇義路村原為義路社，該地聚居的楊氏，發源於寧化石壁楊家坊，遷至平和九峰楊厝坪，再分支義路社。
南胜镇何倉村何氏來自雲霄縣馬舖客寮。
南胜镇法華村陳氏來自寧化石壁下。
南胜镇前山村禾倉 藍氏，為福建漳州龍海隆教廷瑞二房四世祖源泰公于明初遷居來平和禾倉。

## 行政区划
下辖以下地区：
南胜社区、南胜村、义路村、龙溪村、子坑村、法华村、欧寮村、糠厝村、龙心村、安石坑村、云后村和前山村。

## 农业产品
- 水果：柚子(主要是琯溪蜜柚)、苹果枣、台湾芭乐、台湾脆桃、富贵竹、子坑淮山、安石坑茭白笋等。
- 茶叶：乌龙茶产区。
- 食品：南胜麻枣，平和枕头饼等。

## 矿产资源
- 矿产：明矾，主要位于大小矾山上，储量约800多万吨，是中国较大的明矿之一。
- 地热：水温高达76.5摄氏度，日涌出量约300吨的淡型温泉，是漳州市内罕见的地热资源。

## 企业
- 企业：目前已有南海速冻食品有限公司、漳南水电、金龙麻枣厂、裕辉食品有限公司等多家企业。